# توصيل الأدوية الموجه
توصيل الأدوية المُوجّه، الذي يعرف أيضًا بتوصيل الأدوية الذكي، هو أحد طرق إيصال الأدوية إلى الجسم، يتميز عن غيره بقدرته على زيادة تركيز الدواء في بعض أجزاء الجسم نسبًة إلى أجزاء أخرى. إلى أجزاء محددة من الجسم، وبتراكيز أعلى من أجزائه الأخرى . تعتمد وسيلة التوصيل هذه على الطب النانوي، الذي يهدف إلى توصيل الأدوية بوساطة الجسيمات النانوية، في ظل تراجع طرق توصيل الأدوية التقليدية. تُحمّل الجسيمات النانوية بالعقاقير، وتستهدف أجزاء الجسم التي تحتوي على نسج مرضية فقط، متجنبًة التفاعل مع الأنسجة السليمة. الهدف من نظام توصيل الدواء الموجه، هو تحديد موقع الهدف، وإطالة مدة التأثير، وتأمين تفاعل دوائي محدد بالأنسجة المرضية. يتضمن نظام توصيل الدواء التقليدي امتصاص الدواء عبرالأغشية الحيوية، بينما يحرر النظام الموجه الدواء على شكل جرعات. تكمن مزايا نظام التوصيل الموجه في تقليل تواتر الجرعات التي يأخذها المريض، والحصول على تأثير دواء منتظم، وتقليل آثاره الجانبية، وتجنب تموّج المستويات المصلية للدواء. تكمن سلبية هذا النظام بالتكلفة العالية، ما يجعل الإنتاجية صعبة التحقيق، ويقلل القدرة على التحكم بالجرعة.
تطوّرت أنظمة توصيل الأدوية الموجهة  لتشمل تقنيات قابلة للتجدد. يعتمد النظام على توفير كمية محددة من العلاج، ولفترة طويلة، وضمن المنطقة المصابة المستهدفة داخل الجسم. يساعد ذلك في المحافظة على المستويات البلازمية والنسيجية المطلوبة للأدوية، وبالتالي منع  تأذي الأنسجة السليمة بالأدوية المستخدمة. يعتبر نظام توصيل الدواء الموجه نظامًا متكاملًا، ويحتاج إلى العديد من الأخصائين عند تطبيقه، مثل الكيميائيين وعلماء الأحياء، والمهندسين، كل ذلك بهدف توحيد الجهود وتحسين هذا النظام.

## خلفية
ينتشر الدواء إلى جميع أنحاء الجسم عبر الدورة الدموية الجهازية عند استخدام أنظمة التوصيل التقليدية كالطريق الفموي، أو الحقن ضمن الأوعية الدموية، ويصل جزء صغير فقط من الدواء إلى العضو المصاب، على سبيل المثال، عند تطبيق العلاج الكيميائي للأورام، لا يصل مايقارب99%  من العلاج إلى موقع الورم.
يهدف توصيل الدواء الموجه إلى زيادة تركيز الدواء في الأنسجة المصابة، مع تقليل التركيز النسبي للدواء في الأنسجة الأخرى، إذ يستطيع النظام إيصال الدواء إلى الهدف، وبتركيز أعلى، عن طريق تفادي آليات دفاع المضيف، وتجنب الانتشار العشوائي للدواء في الكبد والطحال. يحسن التوصيل الموّجه من فعالية الدواء، مع تقليل آثاره الجانبية. عند تطبيق نظام تحرير الدواء الموجه، يجب مراعاة المعايير التالية: خصائص الدواء، وآثاره الجانبية، والطريق المتبع لتوصيل الدواء، والموقع المستهدف، والمرض.
تركز التطورات الحديثة في مجال المعالجة، على توفير بيئة صغيرة محكمة، يمكن تحقيق هذه البيئة عن طريق توصيل العوامل العلاجية بشكل موجّه، وتجنب آثارها الجانبية. يعتبرالتقدم في مجال توصيل العلاج الموجه إلى النسيج القلبي، واعدًا بانجازات هامة من أهمها المساهمة في تجديد النسيج القلبي.
يوجد نوعين من أساليب توصيل الدواء الموجه هما: توصيل الدواء الفاعل، مثل توصيل بعض الأجسام المضادة، وتوصيل الدواء المنفعل الموجه، مثل تأثير الاحتباس والنفوذية المحسّن.